# 고통의 문제
《고통의 문제》는 C.S.루이스가 쓴 1940년의 평신도 신학서적이다. "하나님이 선하고 전능하다면 세상에는 왜 고통이 있는가?"라는 의문에 대한 신학적인 답변을 담고 있다. 한국어판은 홍성사에서 보급판으로 출판하였다.

## 차례
머리말
저자는 실제로 고통을 겪고 있는 사람에 대해서 "많은 지식보다 작은 용기가, 많은 용기 보다 적은 인정이, 그리고 이 모든 것 보다 적은 하나님의 사랑이 큰 도움이 된다".고 말한다.더불어 이 책에서는 단지 지식적인 부분만을 다룬다고 강조한다.
- 제1장 서론
- 제2장 하나님의 전능
- 제3장 하나님의 선함
- 제4장 인간의 악함
- 제5장 인간의 타락
- 제6장 인간의 고통 I
- 제7장 인간의 고통 II
- 제8장 지옥
- 제9장 동물의 고통
- 제10장 하늘나라
- 부록

## 같이 보기
- 악의 문제